# P-Xylen
p-Xylen là một hyđrocacbon thơm, gồm một vòng benzen và hai nhóm mêtyl thế vào hai nguyên tử cácbon ở hai vị trí 1 và 4 vòng thơm (cấu hình para).
p-Xylen là đồng phân của o-xylen, m-xylen và êtylbenzen.
p-Xylen được sử dụng chủ yếu để sản xuất axít terephtalic, một hợp chất quan trọng để tổng hợp nhựa polyeste (PET).